# 短口小公魚
短口小公魚（学名：Anchoviella juruasanga）為輻鰭魚綱鲱形目鳀科的其中一種，分布於南美洲亞馬遜河流域，體長可達5.3公分，喜群游，棲息在溪流，以浮游生物為食。

## 擴展閱讀
維基物種上的相關：短口小公魚